# 乌尔里希·冯·维拉莫维茨-默伦多夫

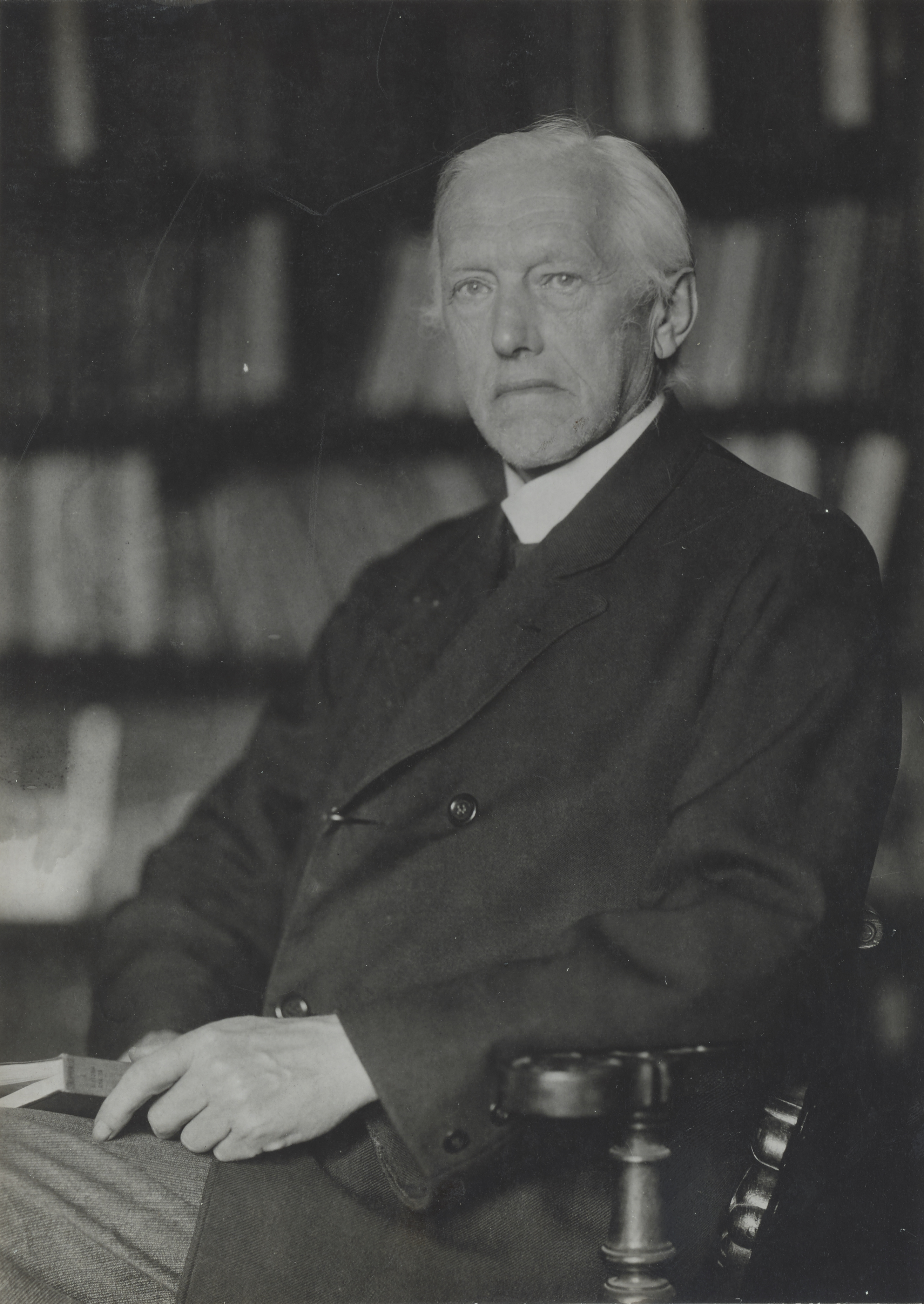
乌尔里希·冯·维拉莫维茨-默伦多夫

恩诺·弗里德里希·维夏德·乌尔里希·冯·维拉莫维茨-默伦多夫（德語：Enno Friedrich Wichard Ulrich von Wilamowitz-Moellendorff，1848年12月22日—1931年9月25日），德国古典语文学家。

## 生平

### 少年时期
维拉莫维茨-默伦多夫生于普鲁士王国波森省霍恩薩爾札（今波兰库亚维 - 波美拉尼亚省伊诺弗罗茨瓦夫）附近的小镇马科维茨一个有着波兰远祖的德国化家庭中。其父阿诺德·维拉莫维茨（Arnold Wilamowitz）是普鲁士容克贵族；其母乌尔莉卡（Ulrika）氏卡尔博（Calbo）。夫妇二人于1836年定居在一座从当地贵族手里没收充公的小庄园。其姓名的普鲁士部分“冯·默伦多夫”获得于1813年普鲁士陆军元帅维夏德·约阿希姆·海因里希·冯·默伦多夫（Wichard Joachim·Heinrich von Möllendorf，1724-1816）采用乌尔里希氏祖先为己祖之时。维拉莫维茨在子女中排行第三，其少年时期在东普鲁士长大。
1867年维拉莫维茨通过了其中学毕业考试（Abitur）。

### 求学时期
维拉莫维茨于波恩大学学习古典语文学直到1869年，其导师奥托·雅恩（Otto Jahn）和赫尔曼·乌泽纳（Herman Usener）对维拉莫维茨有深远影响。